# Araeoncus viphyensis
Araeoncus viphyensis är en spindelart som beskrevs av Rudy Jocqué 1981. Araeoncus viphyensis ingår i släktet Araeoncus och familjen täckvävarspindlar.
Artens utbredningsområde är Malawi. Inga underarter finns listade i Catalogue of Life.